# Ben Ellwood
Ben Ellwood (Canberra, 12 marzo 1976) è un ex tennista australiano.

## Carriera
In carriera ha raggiunto una finale di doppio al Delray Beach International Tennis Championships nel 2002, in coppia con il sudafricano David Adams. Nei tornei del Grande Slam ha ottenuto il suo miglior risultato raggiungendo i quarti di finale di doppio agli US Open nel 1999, in coppia con il connazionale Michael Tebbutt.

## Statistiche

### Doppio

#### Finali perse (1)
| Numero | Anno          | Torneo                                                        | Superficie | Compagno    | Avversari in finale   | Punteggio      |
| 1.     | 11 marzo 2002 | Delray Beach International Tennis Championships, Delray Beach | Cemento    | David Adams | Martin Damm Cyril Suk | 4-6, 7-6, 5-10 |